# Sabu
Sabu Dastagir (Mysore, 27 gennaio 1924 – Chatsworth, 2 dicembre 1963) è stato un attore indiano naturalizzato statunitense.
Conosciuto con il solo nome di battesimo, Sabu fu il primo attore indiano a diventare una stella del cinema internazionale, dapprima come attore bambino nel cinema inglese e poi come giovane attore a Hollywood.

## Biografia
Nato nel 1924 a Mysore in India, Sabu era il figlio di un conducente di elefanti. Molte fonti riportano la notizia che il suo nome completo fosse "Sabu Dastigir", ma una ricerca del giornalista Philip Leibfried suggerì che fosse in verità il nome di suo fratello e che Sabu si chiamasse invece Selar Shaik Sabu o Sabu Francis. La sua carriera venne seguita dal fratello, che venne poi ucciso in una rapina al suo negozio di mobili.
Sabu venne scoperto dal documentarista inglese Robert Flaherty, che lo scelse come protagonista per il suo film La danza degli elefanti (1937), un adattamento di Toomai degli elefanti di Rudyard Kipling in cui il tredicenne Sabu doveva appunto guidare uno dei pachidermi. Il produttore cinematografico britannico Zoltán Korda ingaggiò Sabu come protagonista del film Il principe Azim (1938) e per il ruolo di Abu in Il ladro di Bagdad (1940). Trasferitosi a Hollywood, nel 1942 l'attore interpretò nuovamente un personaggio creato da Kipling, quello di Mowgli ne  Il libro della giungla (1942), diretto da Zoltán Korda. Dopo aver firmato un contratto con la casa di produzione Universal, Sabu apparve in alcune delle smaglianti produzioni di ambientazione esotica tipiche di quel periodo e interpretate al fianco di María Montez e Jon Hall, Le mille e una notte (1942), Selvaggia bianca (1943) e Il cobra (1944).
Divenuto cittadino americano nel 1944, Sabu si arruolò nell'U.S. Army Air Forces prestando servizio come mitragliere di coda. In tale veste partecipò a diverse missioni nel Pacifico e fu premiato con la Distinguished Flying Cross per il suo valore e coraggio. Dopo la Seconda guerra mondiale, non riuscì a mantenere il successo ottenuto a Hollywood e la sua carriera andò in declino, nonostante i tentativi di trovare dei personaggi più interessanti. Il complesso ruolo del generale protagonista del film britannico Narciso nero (1947), personaggio affascinante e quasi sinistro, sembrò aprire a Sabu nuove prospettive di carriera, ma egli dovette presto tornare ad avventure ordinarie per le quali veniva ingaggiato per il suo aspetto esotico.
Durante gli anni cinquanta recitò in molti film europei che non ebbero particolare successo, mentre nel 1952 fu protagonista nel circo di Harringay esibendosi in un numero con un elefante. Il 2 dicembre 1963, Sabu morì a Chatsworth, in California, all'età di 39 anni, a causa di un attacco di cuore. È sepolto al Forest Lawn Memorial Park. Il suo ultimo film completato, Tigre in agguato, uscì dopo la sua morte, nel marzo 1964.

## Vita privata

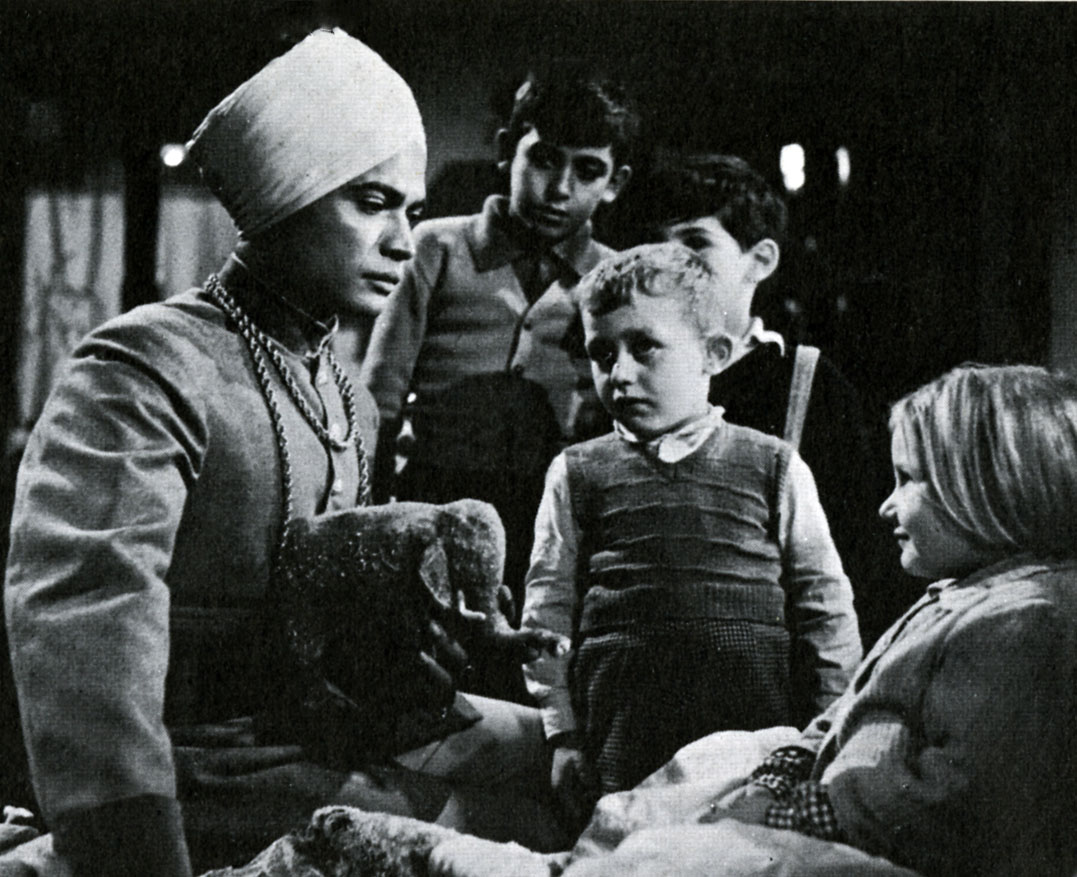
Sabu nel film Buongiorno, elefante!

Sabu fu sposato dal 1948 fino alla morte con l'attrice Marilyn Cooper, dalla quale ebbe due figli, Sabu Jasmine (nata nel 1957), che fu addestratrice di animali in vari film e che morì nel 2001, e Paul Sabu (nato nel 1960), che negli anni ottanta fondò un gruppo rock chiamato Sabu.
Sabu fu coinvolto in un processo per riconoscimento di paternità, dopo essere stato citato da Brenda Marian Julier, una modella che sostenne di aver avuto una figlia (nata nel 1948) da una relazione con l'attore. Il procedimento si risolse con una sentenza di non colpevolezza emessa dalla Corte d'Appello della California a favore di Sabu.

## Riconoscimenti
- Hollywood Walk of Fame (Star of Motion Pictures; 6251 Hollywood Blvd.; February 8, 1960)
- Young Hollywood Hall of Fame (1940's)

## Sabu nella cultura pop
Il personaggio di Sabu in La danza degli elefanti è citato nella canzone Sabu Visits The Twin Cities Alone, del cantante folk John Prine, nonché nel romanzo The Snarkout Boys and the Baconburg Horror di Daniel M. Pinkwater.

## Filmografia
- La danza degli elefanti (Elephant Boy), regia di Robert J. Flaherty (1937)
- Il principe Azim (The Drum), regia di Zoltán Korda (1938)
- Il ladro di Bagdad (The Thief of Bagdad), regia di Ludwig Berger, Michael Powell, Tim Whelan (1940)
- Il libro della giungla (Jungle Book), regia di Zoltán Korda (1942)
- Le mille e una notte (Arabian Nights), regia di John Rawlins (1942)
- Selvaggia bianca (White Savage), regia di Arthur Lubin (1943)
- Il cobra (Cobra Woman), regia di Robert Siodmak (1944)
- Tangeri città di avventurieri (Tangier), regia di George Waggner (1946)
- Narciso nero (Black Narcissus), regia di Michael Powell ed Emeric Pressburger (1947)
- Il ribelle dei tropici (The End of the River), regia di Derek N. Twist (1947)
- La tigre del Kumaon (Man-Eater of Kumaon), regia di Byron Haskin (1948)
- Il canto dell'India (Song of India), regia di Albert S. Rogell (1949)
- Savage Drums, regia di William Berke (1951)
- Baghdad, regia di Nanabhai Bhatt (1952)
- Buongiorno, elefante!, regia di Gianni Franciolini (1952)
- Il tesoro del Bengala, regia di Gianni Vernuccio (1953)
- Jungle Hell, regia di Norman A. Cerf (1956)
- The Black Panther, regia di Ron Ormond (1956) - corto
- Giaguaro (Jaguar), regia di George Blair (1956)
- Il colosso di Bagdad (Sabu and the Magic Ring), regia di George Blair (1957)
- Il mistero dei tre continenti (Die Herrin der Welt - Teil I), regia di William Dieterle e, non accreditato, Richard Angst (1960)
- Il grande safari (Rampage), regia di Phil Karlson (1963)
- Tigre in agguato (A Tiger Walks), regia di Norman Tokar (1964) - postumo

## Doppiatori italiani
- Gianfranco Bellini in Il principe Azim, Il ladro di Bagdad, Il libro della giungla, Le mille e una notte, Narciso nero, Il canto dell'India, Selvaggia bianca, Tigre in agguato
- Francesco Pezzulli in Il ladro di Bagdad (ridoppiaggio)
- Massimiliano Manfredi in Il libro della giungla (1º ridoppiaggio)
- George Castiglia in Il libro della giungla (2º ridoppiaggio)